# لويز ميلر
لويز ميلر (بالإنجليزية: Louise Miller)‏ هي منافسة ألعاب القوى بريطانية، ولدت في 9 مارس 1960.

## وصلات خارجية
- لويز ميلر على موقع أوليمبيديا (الإنجليزية)
- لويز ميلر على موقع اللجنة الأولمبية البريطانية (الإنجليزية)